# Barbie e la ricerca dei cuccioli
Barbie e la ricerca dei cuccioli (Barbie & Her Sisters in a Puppy Chase) è un film d'animazione del 2016 diretto da Conrad Helten e Michael Goguen, ed è il 34° film di Barbie.

## Trama
Barbie e le sue sorelle insieme ai loro adorabili cuccioli viaggiano alle assolate Hawaii per una gara di ballo, ma quando i cuccioli si separano, dovranno trovarli in tempo prima della grande competizione.

## Doppiaggio
| Personaggio | Doppiatore originale    | Doppiatore italiano |
| ----------- | ----------------------- | ------------------- |
| Barbie      | Erica Lindbeck          | Emanuela Pacotto    |
| Skipper     | Kazumi Evans            | Silvia Villa        |
| Stacie      | Claire Margaret Corlett | Gea Riva            |
| Chelsea     | Alyssya Swales          | Giulia Maniglio     |